# Karbonatyzacja
Karbonatyzacja (uwęglanowienie), twardnienie wapna – reakcja chemiczna między kwasem węglowym a minerałami.
Jest to jeden z najbardziej rozpowszechnionych procesów wietrzenia chemicznego ze względu na wszechobecność dwutlenku węgla rozpuszczonego w wodach mających kontakt z powietrzem. Dwutlenek węgla w wodzie tworzy kwas węglowy, co powoduje, że świeża woda deszczowa ma zawsze odczyn lekko kwaśny.
Pod wpływem kwasu węglowego minerały całkowicie lub częściowo się rozpuszczają, a zawarte w ich składzie metale przechodzą do roztworu jako wodorowęglany. Proces karbonatyzacji powoduje również szybki rozkład minerałów krzemianowych, które zmieniają się w nierozpuszczalny kwas ortokrzemowy oraz węglany metali.

## Budownictwo
Reakcja karbonatyzacji jest nieodzowna w utwardzaniu materiałów budowlanych zawierających wapno i cement, oraz dla osiągnięcia końcowej wytrzymałości.